# 圭亞那國家圖書館
圭亞那國家圖書館（英語：National Library of Guyana），前稱卡內基免費圖書館（英語：Carnegie Free Library）、喬治敦免費公共圖書館（英語：Georgetown Free Public Library）、免費公共圖書館（英語：Free Public Library），是圭亚那的法定送存與版權圖書館。與大部分國家圖書館不同，圭亞那國家圖書館也同時是一所公共图书馆，並是全國公共圖書館網絡的總館，而其分館遍佈全國各地。圭亞那國家圖書館創於1909年，館址位於中乔治敦教堂街（Church Street）和大街（Main Street）的角落。2012年，圖書館館藏421984本書籍（包括亞瑟·詹姆士·西摩和伊恩·麥當勞的手稿），並有191790個註冊會員，每年獲得70萬圭亞那元的經費資助。

## 歷史

### 卡內基免費圖書館
圭亞那國家圖書館起源於蘇格蘭裔美國富豪安德鲁·卡内基的倡議，而卡内基本人也在1907年捐款7000英镑，作為在英属圭亚那喬治敦建造公共圖書館的費用。此倡議是全加勒比地区圖書館擴展計劃（由卡内基籌劃和贊助）的一部分，而圭亞那國家圖書館也是20世紀初於加勒比海一帶建造的卡內基圖書館之一。
1907年，時任英屬圭亞那總督腓特烈·米歇爾·霍奇森召開臨時委員會，研究如何利用卡內基提供的資金建立一所公共免費圖書館。1908年7月，俗稱「《公共免費圖書館條例》」（Public Free Library Ordinance）的《1908年第12號條例》（Ordinance No. 12 of 1908）獲得通過，該條例委託喬治敦市長、市議會和聯合法院管理圖書館。圖書館於1908年4月28日奠基和開始動工建造。
1909年9月，卡內基免費圖書館向公眾開放。圖書館初時採用封閉式運作，並以鐵欄將公眾與書籍分開，欲借閲館藏者須書面經一個小窗口向圖書館管理員遞交請求。圖書館在啓用時館藏57000本書籍。那些書籍皆在殖民地皇家產業機構的請求下，由西敏市圖書館管理員帕西（Mr. Pacy）選擇，在900英鎊預算下購買。圖書館在啓用時有1500名註冊用戶。圖書館的首任管理員是艾美莉·梅利（Emily Murray），她自1909年至1940年出任圖書館的管理員。1910年4月4日，圖書館開始提供書籍借閲服務，當時圖書館有5700本書籍可供借閲。

### 喬治敦免費公共圖書館
1932年，英國圖書館協會文書歐內斯特·薩維奇（Ernest Savage）受紐約卡內基財團委託，調查加勒比地區內英美殖民地的卡內基圖書館的情況；薩維奇在1934年完成編寫報告。薩維奇在報告中提出應加強對卡內基圖書館的財政支援，而因應此提議，東加勒比海和英屬圭亞那地區的圖書館系統獲得10000美元的撥款，而喬治敦免費公共圖書館也被整合到該系統中。圖書館建築也因而加建了第二層，為英屬圭亞那博物館（British Guiana Museum）自1935年至1951年使用。
1940年，圖書館引入了一套開放訪問系統，容許註冊用戶直接在書架選擇書目，這使圖書館的使用率和註冊用戶數量顯著上升。

### 免費公共圖書館
1950年，英屬圭亞那政府通過了一項名為《1950年第13號條例》（Ordinance 13 of 1950）的法例修正案。該修正案擴大了政府對公共圖書館服務的義務範圍；政府對殖民地內所有地方的圖書館分支機構，以及其他圖書館服務，皆要負責。喬治敦免費公共圖書館也因而成為圭亞那公共圖書館服務的總館，並更名為「免費公共圖書館」。1950年8月，東加勒比地區圖書館副館長J·斯密頓（J. Smeaton）來到英屬圭亞那，向時任免費公共圖書館管理員魯比·法蘭克（Ruby Franker）提出了一些建議，包括重建免費公共圖書館，以及開展農村圖書館服務，為圭亞那主要市鎮和聚居地以外的地方提供圖書館服務。
根據《1950年第13號條例》，免費公共圖書館開始擴大其在圭亞那的營運範圍。圖書館在當地主要聚居地設立分館，並引入額外服務。圖書館的首個分館於1953年4月23日在新阿姆斯特丹開設，該分館最初館藏2000本書籍，並獲保證每年可從新阿姆斯特丹市議會取得1000美元的撥款。1955年2月，免費公共圖書館在麥肯齊（MacKenzie，現為林登的一部分）開設了另一座分館，該分館館藏3021本書籍。麥肯齊分館建築由德梅拉拉鋁土礦公司（Demerara Bauxite Company, DEMBA）承建。
1950年，免費公共圖書館按照斯密頓的建議引入了鄉郊圖書館服務。圭亞那首所鄉郊圖書館中心於1950年8月27日在埃塞奎博群島-西德梅拉拉區（第三區）西海岸德梅拉拉海牙村（Hague Village）啓用。隨後，包括士丹利敦（Stanleytown，於1951年1月啓用）、阿格里科拉（Agricola，於1951年5月啓用）、拜霍特菲爾（Bagotville，於1952年6月啓用）、埃塞奎博男子學校（Essequibo Boys School，於1953年2月啓用）與恩摩官立學校（Enmore Government School，於1954年5月啓用）等地也分別建立了鄉郊圖書館中心。
1966年（圭亚那独立當年）12月1日，免費公共圖書館由紅十字會手上接管監獄圖書館服務，而該服務也在此時擴展至在喬治敦、新阿姆斯特丹、馬扎魯尼及錫布利堂（Sibley Hall）的監獄。
1970年，免費公共圖書館獲英國海外發展部贈送一個流動圖書館，並於同年開展流動圖書館服務。托克維爾（Tocville）和彼得堂（Peter's Hall）是首兩個獲得流動圖書館服務的地區。

### 國家圖書館
1972年，又稱《1972年第四法案》（Act 4 of 1972）的《1972年出版物及報刊法》（Publications and Newspapers Act）獲得通過。該法案將免費公共圖書館定為圭亞那的國家圖書館，並要求免費公共圖書館同時負責為在圭亞那印刷的書籍作法定送存。為突顯免費公共圖書館同時具有公共圖書館和國家圖書館的職能，免費公共圖書館更名為圭亞那國家圖書館。圭亞那國家圖書館也因相關法律修訂而同時成為圭亞那的國家書目中心。
1969年，圭亞那國家圖書館發起了一項籌款，希望為喬治敦圖書館增建一座三層高的大樓。國家圖書館向英國政府尋求援助，而英國政府則於1973年為圖書館擴建工程捐贈了鋼架。1997年，圭亞那政府批准了擴建計劃，並承諾為翌年開展的工程提供資金。擴建工程於1998年展開，並於2001年完工。
國家圖書館於1993年購入與安裝了首批电子计算机，並於2002年安裝了免費互联网服務。
2009年，圭亞那國家圖書館成立一百週年。為紀念此事，國家圖書館舉行了一系列公眾閱讀和討論，而這些活動皆與圭亞那傳統口頭民俗故事有關。

## 建築
圭亞那國家圖書館館址位於中乔治敦教堂街和大街的角落，由安德鲁·卡内基在1907年捐款7000英镑援建。圖書館於1908年4月28日奠基和開始動工建造，於1909年9月向公眾開放。圖書館建築以木材建造，屋頂傾斜，外牆為白色，正門成拱形，上有「卡內基大樓」（Carnegie Building）字樣。大樓初期只有一層，在得到紐約卡內基財團的10000美元撥款後，增建了第二層，供英屬圭亞那博物館使用；英屬圭亞那博物館於1951年遷出。
後來，圭亞那政府於1997年批准了圖書館增建一座三層高的大樓的計劃。增建工程於1998年展開，並使用了英國政府於1973年捐贈的鋼架，於2001年完工。

## 分館
圭亞那國家圖書館在國內共設置了五個分館，分別為：
- 新阿姆斯特丹分館（1953年創立）
- 林登分館（1955年創立）
- 雷姆弗爾德特（Ruimveldt）分館（1975年創立）
- 拜霍特菲爾分館
- 科里弗頓分館（1993年創立）

## 服務

### 國家圖書館服務
自1972年起，圭亞那國家圖書館一直是圭亞那合作共和國的法定版權圖書館。因此，它有權獲得在圭亞那印刷的所有出版物的副本，並負責保存相關出版物的國家館藏。國家圖書館也負責編訂和儲存在圭亞那印刷的出版物的綜合清單《圭亞那國家書目》（Guyanese National Bibliography）；《圭亞那國家書目》自1973年起開始出版。

### 公共圖書館服務
圭亞那國家圖書館是一個公共圖書館，並提供全國性的圖書館服務。國家圖書館除了設有參考和借閲部外，也設有少年讀物部、留聲機唱片服務與玩具圖書館服務。圭亞那國内未由國家圖書館或其五個分館服務的地區則由鄉郊圖書館中心、流動圖書館和監獄圖書館提供服務。

#### 鄉郊圖書館服務
鄉郊圖書館服務在1950年8月27日伴隨著海牙村鄉郊圖書館中心啓用而開展。2012年，全國共設有21所鄉郊圖書館中心，包括艾沙爾頓、阿爾比恩、安娜女王村、巴蒂卡、巴克斯頓、克拉布伍德克里克、海牙村、莫查（Mocha）、萊瑟姆、桑塔米申（Santa Mission）與伍德利公園（Woodley Park）等地。鄉郊圖書館中心由義工擔任圖書館管理員和助理。1955年，免費公共圖書館為鄉郊圖書館中心的所有義工助理開設了培訓計劃。

#### 流動圖書館服務
流動圖書館服務始於1970年，為國家圖書館、其分館或鄉郊圖書館中心未能服務的地區提供圖書館服務。圭亞那國家圖書館有兩支流動圖書館服務團隊，其中首支創於1970年，服務托克維爾、彼得堂、休斯敦（Houston）、普羅維登斯（Providence）與索斯代克（Soesdyke）等地，而第二支則創於1976年。

#### 監獄圖書館服務
監獄圖書館服務始於1966年，向喬治敦、新阿姆斯特丹、馬扎魯尼及錫布利堂（Sibley Hall）的監獄提供圖書館服務。監獄圖書館的館藏由受相關訓練的監獄職員管理。

## 館藏
2012年，圭亞那國家圖書館館藏421984本書籍，而其館藏包括一些罕見的歷史文獻、專屬圭亞那的一系列特殊史料，以及兩位重要的圭亞那作家亞瑟·詹姆士·西摩和伊恩·麥當勞的手稿。

## 外部連結
- 圭亞那國家圖書館的Facebook專頁